# 8472 Tarroni
8472 Tarroni eller 1983 TC är en asteroid i huvudbältet som upptäcktes den 12 oktober 1983 av San Vittore-observatoriet i Bologna. Den är uppkallad efter den italienska amatörastronomen Gino Tarroni.
Asteroiden har en diameter på ungefär 6 kilometer och den tillhör asteroidgruppen Eunomia.